# Luperina taurica
Luperina taurica är en fjärilsart som beskrevs av Kljutshko 1967. Luperina taurica ingår i släktet Luperina och familjen nattflyn. Inga underarter finns listade i Catalogue of Life.